# 良岑木蓮
良岑 木蓮（よしみね の いたび）は、平安時代初期の貴族。名は木連とも記される。大納言・良岑安世の長男。官位は従四位下・越前守。

## 経歴
始め大学助に任官し、天長7年（830年）に父・安世が没したことから服喪のために辞職するが、翌天長8年（831年）従五位下・下野介に叙任される。下野介の任期を終えて帰京後、式部少輔を経て、承和3年（836年）従五位上・陸奥守に叙任。任期中に鎮守将軍・匝瑳末守と共に、民衆の鎮撫と蝦夷対策を目的に承和6年（839年）に1000名、承和7年（840年）に2000名の援兵を動員することを上奏し許されている。またこの間、承和4年（837年）右衛門佐を兼ね、承和5年（838年）正五位下に叙せられている。 
承和8年（841年）左中弁に転任し、承和10年（843年）文室宮田麻呂に謀反の疑いがかけられた際には、宮田麻呂の邸宅の捜索に当っている。承和11年（844年）従四位下・越前守に叙任されるが、任期中の嘉祥2年（849年）6月28日卒去。享年46。最終官位は越前守従四位下。

## 人物
身のこなしが淑やかで優雅であり、声望が高かった。良家の子弟であることを自負し、若い頃より功名を立てることを欲して、好んで変わった施策を行った。地方官を勤めていた際、諸神戸に対して、旧例に拠らず非常に詳細な部分まで見逃さないよう厳しく統制したが、同僚は反対して木連から隔たり承知しなかった。ついにこの失策により木連は咎めを受け、悔い改めたものの、治績はあげられなかったという。

## 官歴
『六国史』による。
- 時期不詳：大学助
- 天長7年（830年） 7月：辞大学助（父服喪）
- 時期不詳：正六位上
- 天長8年（831年） 正月4日：従五位下。日付不詳：下野介
- 承和2年（835年） 日付不詳：式部少輔
- 承和3年（836年） 正月7日：従五位上。日付不詳：陸奥守
- 承和4年（837年） 正月12日：右衛門佐。9月8日：見式部少輔
- 承和5年（838年） 2月15日：正五位下
- 承和8年（841年） 正月：左中弁
- 承和11年（844年） 正月7日：従四位下。日付不詳：越前守
- 嘉祥2年（849年） 6月28日：卒去（越前守従四位下）